# Eupsilia satellitia
Eupsilia satellitia là một loài bướm đêm trong họ Noctuidae.